# TV Araucária (Lages)
TV Araucária é uma emissora de televisão sediada em Lages, cidade do estado de Santa Catarina. Opera no canais 13 VHF e 21 UHF digital e é uma emissora própria da Rede Gospel. A emissora também opera uma retransmissora em Campo Mourão no Paraná. A emissora já chegou a ser administrada pelo Grupo SCC, onde chegava a ser produzido 4 horas de programação local, seu sinal também já esteve em Curitiba, PR pelo canal 27 UHF e Ponta Grossa.